# Арарат (Хакасия)
Арарат — гора на восточном макросклоне Кузнецкого Алатау в 3-5 км от посёлка Приисковый, абсолютная высота 1546 м. Северный склон крутой, южный — более пологий, до высоты 1200 м покрыты кедрово-пихтовой тайгой, на вершине древесная растительность отсутствует. У подножия северного склона берёт начало приток реки Левой Саралы.
Свое название гора получила из-за того, что в советские годы, когда делали топографические карты повсеместно, среди геодезистов был отряд состоящий из армян, который в честь своей Родины дал название этой вершине.